# STS-26
STS-26 byla mise amerického raketoplánu Discovery. Cílem mise bylo obnovení letů, které byly pozastaveny po havárii raketoplánu Challenger a vypuštění družice TDRS-C s urychlovací dvojstupňovou raketou IUS. Tato družice zajišťuje spojení raketoplánů s řídícím střediskem.

## Posádka
- Frederick H. Hauck (3) – velitel
- Richard O. Covey (2) – pilot
- John M. Lounge (2) – první letový specialista
- George Nelson (2) – druhý letový specialista
- David C. Hilmers (2) – třetí letový specialista

V závorkách je uvedený dosavadní počet letů do vesmíru včetně této mise.

## Nové bezpečnostní opatření
Příčinou katastrofy raketoplánu Challenger byly motory SRB, proto se tyto motory dočkaly velkého množství vylepšení. Bylo provedeno 155 konstrukčních změn – vylepšení konstrukce zápalníků pohonných hmot, zlepšená konstrukce trysek. Těsnicí proužky mezi jednotlivými segmenty motoru, které byly přímou příčinou havárie, získaly robustnější konstrukci. Jejich počet vzrostl na tři oproti předchozím dvěma. Změny se nevyhnula ani vnější palivová nádrž ET, na niž technici vykonali 8 vylepšení a vlastní raketoplán, kde proběhlo až 220 konstrukčních úprav. Přibyl nový nouzový východ a nová možnost úniku posádky z lodi pomocí teleskopické tyče. Upraveny byly také startovací komplexy. Došlo ke zpřísnění opatření na přípravu a provoz raketoplánů. Počet podmínek, které musely před startem vyhovovat, přesáhl 2500. Následkem těchto úprav klesla nosnost raketoplánu na 22 700 kg z předešlých 29 500 kg.

## Přípravy na start
Orbiter Discovery byl 21. června přemístěn do raketové montážní haly VAB, kde ho připojili k vnější palivové nádrži ET, která byla zase spojena s pomocnými motory SRB. Už kompletně smontovaná startovací sestava se 4. července přemístila na startovací rampu LC-39B. To byla stejná rampa, z které před více než dvěma lety odstartoval Challenger na svoji poslední misi. 26. srpna bylo zahájeno odpočítávání. V jeho průběhu se vyskytlo neplánované prodloužení v čase T-3h. Kromě toho ale odpočítávání probíhalo hladce a tak v čase T-9 min mohl dát Robert B. Sieck, ředitel startovních příprav, povel ke startu.
V rámci zvýšení bezpečnosti byly na mysu Canaveral během startu v pohotovosti tři helikoptéry typu Sikorsky HH-3. Ty měly poskytnout pomoc posádce raketoplánu v případě, že by musela opustit jeho palubu a přistát pomocí padáků v Atlantiku blízko pobřeží. O 180 km dále hlídkovala loď Tahoma, patřící pobřežní stráži (US Coast Guard), na širém moři byla připravena vrtulníková fregata USS Flatley a 360 km od místa startu kroužilo hlídkové letadlo Lockheed HC-130 národní letecké gardy (Air National Guard).

## Problémy před startem
11. července začalo tankování paliva pro orbitální motory OMS a manévrovací motory RCS. 15. července si jeden technik všiml zápachu okysličovadla v blízkosti levého zadního modulu RCS. Po šestihodinovém pátraní bylo lokalizováno místo, odkud chemikálie unikala. V srpnu byla netěsnost zalita tmelem ze silikonového kaučuku, grafitu a skelných vláken. Problém také nastal s netěsností na pozemním potrubí, které přivádí kapalný vodík do nádrže ET.
Rovněž nastaly problémy se zkouškami hlavních motorů raketoplánu SSME. Přepouštěcí ventil na motoru č. 2 se uzavíral příliš pomalu, proto palubní počítač zastavil zkoušku probíhající 4. srpna jen necelou sekundu před zážehem. Vadný ventil byl vyměněn a další zkouška už proběhla bez problémů.

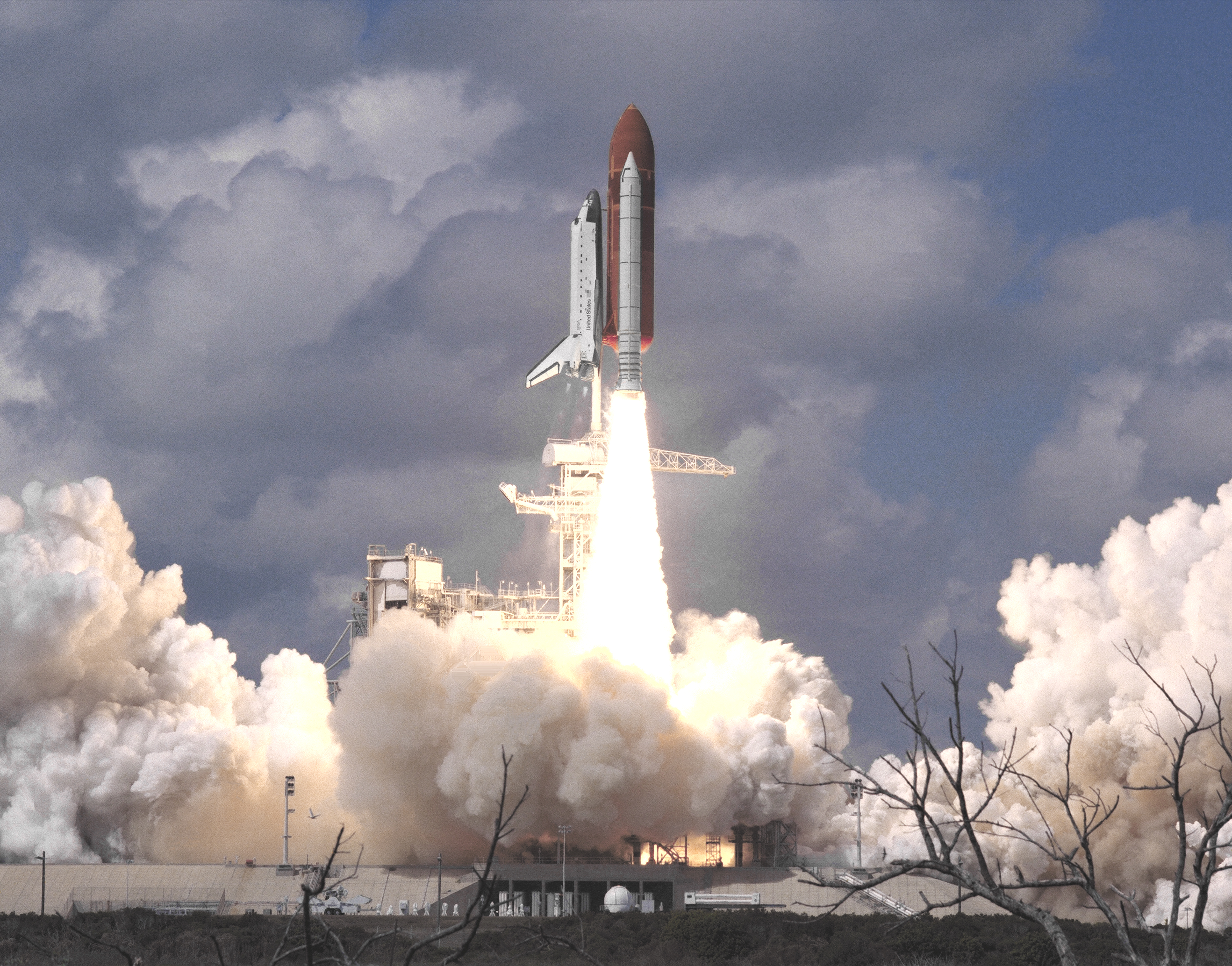
Raketoplán Discovery startuje na misi STS-26, první misi po 2,5 roční přestávce způsobené tragédií raketoplánu Challenger

## Průběh letu
Raketoplán odstartoval 29. září v 15.37.00 UT. V čase T+2 minuty a 2 sekundy při rychlosti přibližně Mach 4 vyhořelo palivo v motorech SRB, které byly po dvou sekundách odhozeny. Discovery pokračoval v letu po o mnoho strmější dráze než při předcházejících misích, aby se v případě poruchy jednoho z motorů SSME zvýšila šance navedení na nouzovou oběžnou dráhu. V čase T+513 byly po postupném snižování tahu hlavní motory SSME vypnuty. Discovery se ocitl na dráze 65-290 km se sklonem 28,5° k rovníku. O 20 sekund později byla odhozena nádrž ET, která zanikla v atmosféře. Na oběžnou dráhu se raketoplán dostal přibližně v T+40 minut zážehem orbitálních motorů OMS, které jeho rychlost zvýšily o 68 m/s. Operační dráha byla téměř kruhová s průměrnou výškou 296 km.
Po otevření dveří do nákladového prostoru posádka nejdříve otestovala systémy družice TDRS-C. V čase T+6 h 30 minut ji vypustila pod 60° uhlem. Družice i s urychlovacím stupněm IUS se zpočátku pohybovala díky impulzu, který jí udělil pružinový mechanizmus. Později, když byl raketoplán v dostatečné vzdálenosti, tedy asi o půl oběhu, se zažehl motor prvního stupně rakety IUS, jenž dostal družici na přechodovou dráhu. Následující den prostřednictvím druhého stupně vystoupala družice na geostacionární dráhu nad tichomořskou republiku Kiribati. U družice nastaly problémy s nosníky parabolických antén, Discovery měl také problém se zablokováním parabolické antény pro pásmo Ku. Dalším problémem byla záložní povelová linka k hydraulice jednoho z motorů OMS, avšak hlavní systém pracoval bez závad. Třetí závažný problém představoval zablokovaný výparník vody ledem. Aby se zabránilo dalšímu zamrzávání, musela být na palubě raketoplánu udržovaná teplota v rozsahu 27-28 °C. Led posádka odstranila propláchnutím výparníku třemi dávkami vody několik hodin před návratem.
Zbytek času zůstávající do přistání posádka věnovala hlavně fotografování zemského povrchu. Nelson se věnoval 60 vzorkům proteinů krystalizovaných v automatickém zařízení ve stavu beztíže. Mezi vzorky byla i bílkovina izolovaná z viru HIV, jejíchž zkoumání je důležité pro boj s chorobou AIDS.
3. října se Discovery vrátil do zemské atmosféry. Po natočení do polohy motory napřed proběhl 170-sekundový zážeh motorů OMS. Ty snížily rychlost stroje. Raketoplán vstoupil do atmosféry nad Tichým oceánem ve výšce 121 km, asi 7600 km od místa přistání. Discovery dosedl na dráhu 17 základny Edwards AFB rychlostí 370 km/h v 11.37 EDT (16.37.18 UT).